# Flughafen Aberdeen International

i7
i11
i13
Der Flughafen Aberdeen (englisch Aberdeen International Airport, schottisch-gälisch Port-adhair Eadar-nàiseanta Obar Dheathain, IATA-Code: ABZ, ICAO-Code: EGPD) ist der Verkehrsflughafen der Großstadt Aberdeen im Nordosten Schottlands. Der von AGS Airports betriebene Flughafen fertigte im Jahr 2016 über 2,9 Millionen Reisende ab. Der nächstgelegene größere internationale Flughafen ist der Flughafen Edinburgh etwa 150 km südlich.

## Geschichte
Der Flughafen Aberdeen wurde 1934 von Eric Gandar-Dower geplant, um Schottland mit London zu verbinden. Der Airport wurde im Zweiten Weltkrieg Basis der Royal Air Force. Von 1967 bis 1970 gab es Flüge von hier aus nach Moskau und Toronto.
Bis 2005 gab es ein Nachtflugverbot zwischen 22:30 Uhr und 6:00 Uhr. Dieses wurde aufgehoben, so dass man am Flughafen Aberdeen nun 24 Stunden am Tag abfertigen kann.

## Lage und Verkehrsanbindung
Der Flughafen liegt etwa 8 km nordwestlich des Stadtzentrums von Aberdeen.
Per PKW ist er über die Schnellstraße A96, die von Aberdeen nach Inverness führt, erreichbar. Ein Pendelbus verbindet ihn mit dem nahen Bahnhof Dyce, der von First ScotRail bedient wird und neben Direktverbindungen nach Aberdeen auch eine Fahrt ohne Umsteigen nach Inverness, Edinburgh und Glasgow ermöglicht.
Ein Shuttlebus verbindet den Flughafen mit der Innenstadt sowie dem Bahnhof von Aberdeen in Spitzenzeiten im 10-Minuten-Takt.

## Abfertigungsgebäude
Der Flughafen Aberdeen verfügt über ein Terminal mit 19 Check-in-Schaltern sowie 12 Flugsteigen, die teilweise mit Fluggastbrücken ausgestattet sind. Neben Einzelhandels- und Duty-Free-Flächen existieren vor Ort auch mehrere Flughafenlounges, darunter von British Airways.

## Fluggesellschaften und Ziele
Der Flughafen verfügt neben zahlreichen nationalen Verbindungen auch über Flüge zu einigen europäischen Städte- und Urlaubsdestinationen. Seit dem 30. Oktober 2011 flog Lufthansa Aberdeen dreimal täglich von Frankfurt aus an; diese Verbindung wurde aber zum 25. März 2018 aufgrund mangelnder Rentabilität wieder eingestellt.

## Zwischenfälle
Bis Mai 2023 ereigneten sich am Flughafen Aberdeen drei Flugunfälle mit Totalverlust des Flugzeugs, jedoch ohne Todesopfer. Beispiele:
- Am 2. September 1947 fiel an einer Vickers Viking C.2 der britischen Royal Air Force (RAF) (Luftfahrzeugkennzeichen VL245) während des Steigflugs nach dem Start vom Flughafen Aberdeen-Dyce ein Triebwerk aus. Da die Maschine nicht weiter stieg, wurde eine Notlandung in einem Feld bei Newhills durchgeführt, 3 Kilometer südlich des Startflughafens. Alle 11 Insassen überlebten den Unfall. Die Maschine wurde irreparabel beschädigt; sie gehörte zur Einheit King’s Flight.[8][9]

- Am 15. Mai 1979 wurde eine Britten-Norman BN-2A Trislander Mk III-1 der britischen Loganair (G-BCYC) auf dem Flughafen Aberdeen aus unbekannten Gründen irreparabel beschädigt. Es gab keine Personenschäden. Das Wrack der Maschine wurde von Aurigny Air Services übernommen, einem anderen Betreiber des Typs Trislander.[10]